# Asia Pacific Journal of Human Resources
 (décembre 2022).
L'Asia Pacific Journal of Human Resources est une revue universitaire trimestrielle à comité de lecture qui couvre la recherche, les développements théoriques et conceptuels et des exemples de pratiques actuelles en matière de ressources humaines. Le journal est créé en 1966 et est le journal officiel de l'Institut australien des ressources humaines. Jusqu'en 2011, la revue est publiée par SAGE Publishing. Depuis 2012, elle est publiée par Wiley-Blackwell pour le compte de l'Institut australien des ressources humaines.

## Résumé et indexation
Le Asia Pacific Journal of Human Resources est extrait et indexé par Scopus et le Social Sciences Citation Index. Selon le Journal Citation Reports, la revue a un facteur d'impact de 1,894 en 2019, la classant 15e sur 30 revues dans la catégorie "Industrial Relations & Labor" et 152e sur 226 revues dans la catégorie "Management".